# Sora Abdurahmonovna
 (décembre 2023).
Sora Abdurahmonovna Eshontoʻrayeva (en ouzbek : Sora Abdurahmonovna Eshontoʻrayeva ; en russe : Сара Абдурахмановна Ишантураева), née le 8 novembre 1911 dans le district de Yangiqoʻrgʻon (Ouzbékistan) et morte le 8 septembre 1998 à Tachkent, est une actrice soviétique et ouzbèke. Elle est l'une des premières actrices de la République socialiste soviétique d'Ouzbékistan à acquérir une notoriété nationale. Elle est décrite comme une « perle de la scène ouzbèke ».

## Biographie

### Jeunesse et débuts
Eshontoʻrayeva naît le 8 novembre 1911 dans une famille de paysans ouzbeks du village de Beshbuloq. Après la mort de son père, alors qu'elle était très jeune, sa mère la confie, ainsi que deux de ses frères et sœurs, à des parents adoptifs. Dans sa jeunesse, elle fréquente le pensionnat pour filles Zeb-un-Nissa à Tachkent, où elle commence à jouer dans des pièces de théâtre. À l'âge de neuf ans seulement, elle doit commencer à porter une paranja, puis est fiancée à un voisin, mais elle abandonne rapidement le port du voile facial et épouse finalement un autre artiste, Abror Hidoyatov,,.
Elle quitte l'Ouzbékistan en 1924 au sein d'un groupe de 24 étudiants en théâtre ouzbeks choisis pour étudier à Moscou, qui formeront plus tard le Hamza Drama Theater. Le groupe retourne en Ouzbékistan en 1927, où il est menacé par des fanatiques religieux pour avoir encouragé le dévoilement. Plusieurs des collègues d'Eshontoʻrayeva sont assassinés par ces fanatiques, notamment Tursunoy Saidazimova, tuée lors d'une tournée du groupe à Boukhara en 1928, puis Hamza Hakimzade Niyazi est assassiné à Shohimardon en 1929,.

### Carrière
Diplômée d'une école de théâtre et installée à Samarcande en 1927, Eshontoʻrayeva voit sa carrière d'actrice décoller dans les années 1930. Elle joue des rôles principaux dans des pièces majeures, notamment Tursunoy dans la pièce Hujum et Béatrice dans La servante de deux maîtres. Elle joue ensuite le premier rôle féminin dans de nombreuses autres productions du théâtre, notamment dans de nouvelles pièces ouzbèkes écrites par des dramaturges tels que Hamza et Kamil Yashin, ainsi que dans de vieux classiques tels que Hamlet de Shakespeare, dans lequel elle joue le rôle d'Ophélie. De 1946 à 1955 et de 1981 à 1985, elle est présidente du conseil d'administration de la Société théâtrale de la République socialiste soviétique d'Ouzbékistan. Elle joue également dans plusieurs films,.
Outre son travail d'actrice, Eshontoʻrayeva est aussi active en politique. Elle devient membre du parti communiste en 1939. Elle est également membre du Soviet suprême de la République socialiste soviétique d'Ouzbékistan, membre du Comité central du Parti communiste de la République socialiste soviétique d'Ouzbékistan, déléguée au 19e Congrès du Parti communiste et députée au Soviet suprême de l'URSS de la 2e à la 4e convocation (1946 à 1958). Elle est également présidente du conseil d'administration de la branche ouzbèke de la Fondation soviétique pour la paix,,.
Eshontoʻrayeva meurt à Tachkent le 8 septembre 1998 et est enterrée au cimetière de Chig'atoy.

## Famille
Mari : Abror Hidoyatov (1900-1958), acteur de théâtre. Artiste du peuple de l'URSS (1945).
Fils : Goga Hidoyatov (1930-2015), historien, professeur, docteur en sciences historiques. Travailleur scientifique honoré de la République d'Ouzbékistan.
Petite-fille : Nigora Gogovna Hidoyatova (née en 1964), entrepreneur, candidate aux sciences historiques, personnalité publique.
Petite-fille : Nodira Gogovna Hidoyatova (née en 1967), entrepreneur, personnalité publique, chef de la coalition « Ouzbékistan ensoleillé ».

## Récompenses et distinctions
- Artiste du peuple de la République socialiste soviétique d'Ouzbékistan (1937)
- Artiste du peuple de l'URSS (1951)
- Prix Staline (1949)
- Prix d'État de l'URSS (1977)
- Prix d'État Hamza (1967)
- Ordre de Lénine (1945 et 1971)
- Ordre de la révolution d'Octobre (1991)
- Ordre du Drapeau rouge du travail (1937, 1950, 1951, 1957 et 1959)
- Ordre de l'Amitié des peuples (1981)
- Ordre de l'Insigne d'honneur (1939)
- Médaille « pour travail distingué » (1944)